# سو ياوانجى
سو ياوانجى (بالصينية: 苏缘杰) (14 أبريل 1995 بجينان في الصين - ) هو لاعب كرة قدم صيني في مركز الوسط.

## روابط خارجية
- سو ياوانجى على موقع قاعدة بيانات كرة القدم.إي يو (الإنجليزية)
- سو ياوانجى على موقع Soccerway.com (الإنجليزية)